# Marie Charlotte Siedentopf
Marie Charlotte Siedentopf, als Marie Charlotte Hahne, (* 6. Mai 1879 in Artern; † 24. Januar 1968 in Bad Oeynhausen) war eine deutsche Autorin, die Bücher und Erzählungen vor allem für Kinder und Jugendliche schrieb.

## Leben
Sie lebte zunächst in Magdeburg und zog später nach Bad Oeynhausen. 1901 heiratete sie den  Frauenarzt und Sanitätsrat Heinrich Friedrich Emil Siedentopf (1866–1937). 
Zu ihren bekanntesten Werken gehören Der Elfenraub (nach den meisten Quellen erschienen um 1912, andere Quellen sagen um 1900), mit Jugendstilillustrationen von  Alexander Volbroth und Die Brücke. 
1938 erschien Der Elfenraub in einer Neuauflage unter dem Titel Goldhaar und der Sonnenprinz. Ein Reprint der Ausgabe von 1912 erschien 1998 unter dem Ursprungstitel Der Elfenraub.
Sie war verheiratet. Ein Sohn war der Gynäkologe Heinrich Wilhelm Siedentopf.

Buchcover und Schutzumschlag
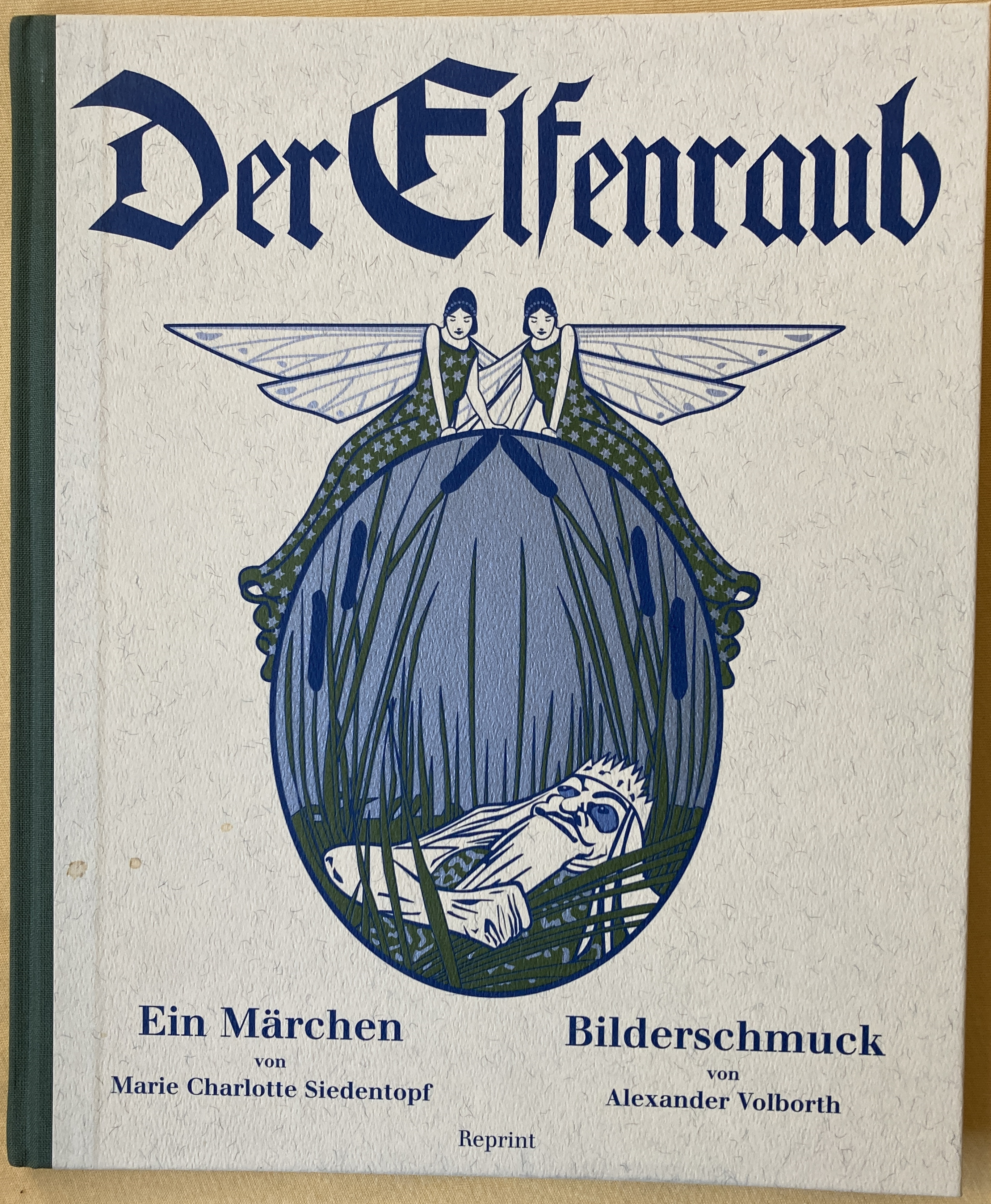
Buchcover Der Elfenraub  von Marie Charlotte Siedentopf Reprint 1998
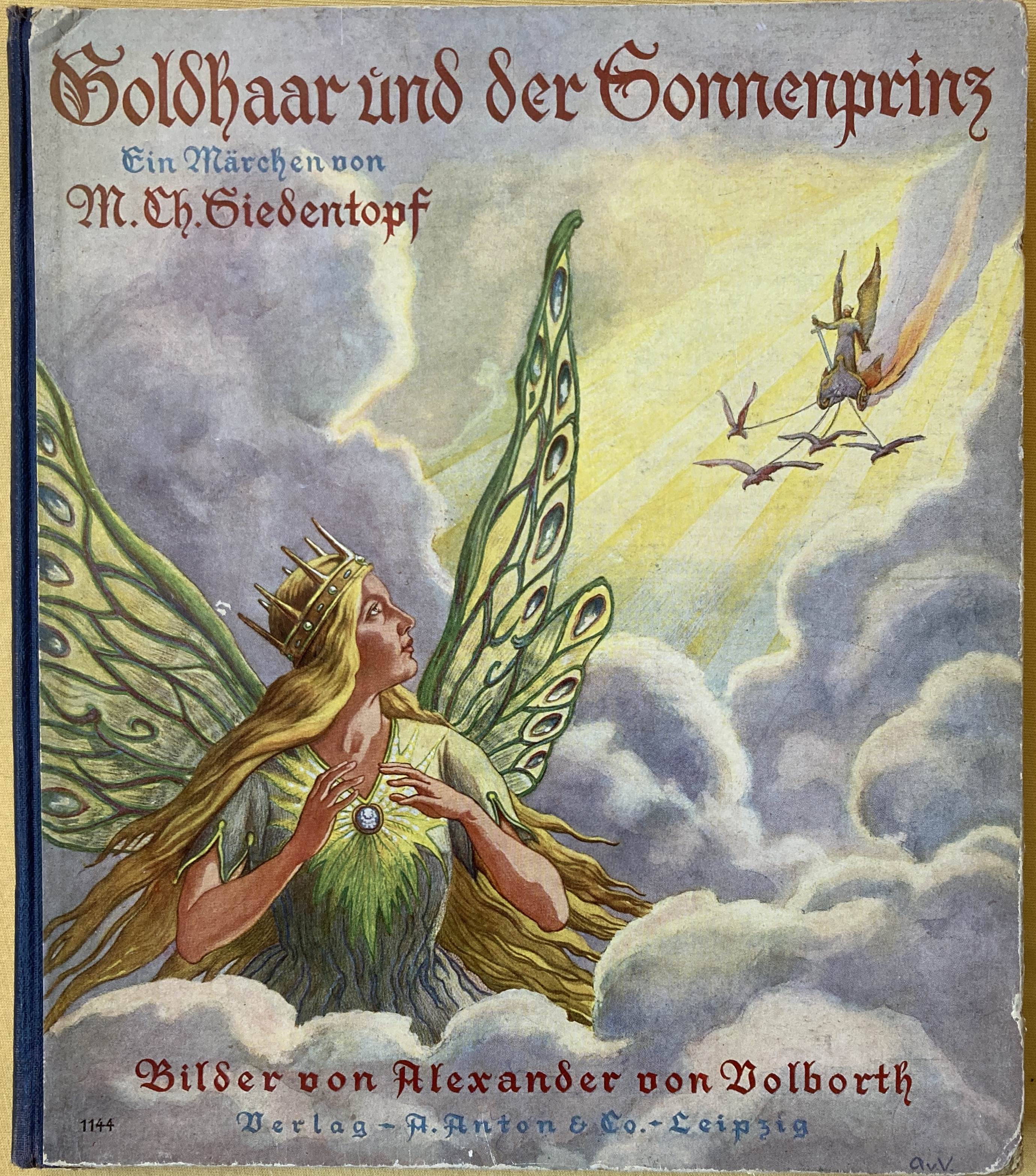
Bucheinband Goldhaar und der Sonnenprinz Buchausgabe 1938
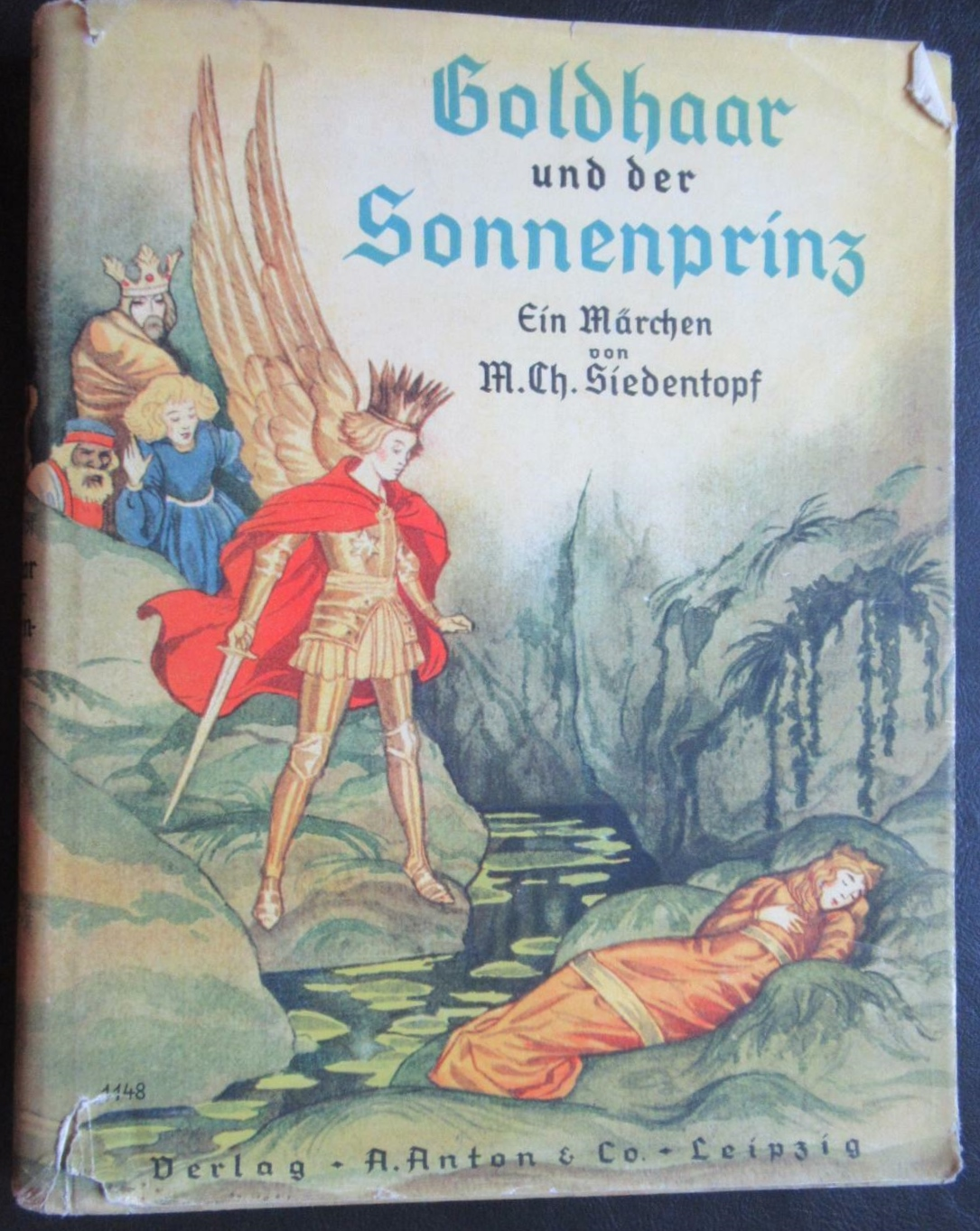
Umschlag zum Buch Goldhaar und der Sonnenprinz von Marie Charlotte Siedentopf 1938

## Werke (Auswahl)
- Der Elfenraub – Ein Märchen. Reprint Auflage. Weltbild, Augsburg 1998, ISBN 3-86047-926-1.
- Die Brücke. Roman für junge Mädchen von Sport, Musik und Liebe. Leipzig 1932.[7]
- Goldhaar und der Sonnenprinz. 1938.[7]